# Burgstall Röschberg
Der Burgstall Röschberg ist eine abgegangene mittelalterliche Höhenburg, die ca. 700 m südwestlich von Großberghausen liegt, heute ein Ortsteil der Oberpfälzer Stadt Freystadt im Landkreis Neumarkt in der Oberpfalz von Bayern. Der Burgstall liegt am Ostrand des Röschbergs. Die Anlage wird als Bodendenkmal unter der Aktennummer D-3-6834-0107 im Bayernatlas als „mittelalterlicher Burgstall“ geführt. Die umgebende Wallanlage Röschberg wird als Bodendenkmal unter der Aktennummer D-3-6834-0106 im Bayernatlas als „mittelalterlicher Burgstall“ geführt.

## Beschreibung
An der Ostkante des Röschberges schneidet ein halbkreisförmiger bis rechtwinkeliger Halsgraben von der Hochfläche eine nach Osten gerichtete Zunge ab, die 11 × 15 m umschließt. Gegen das Rückland ist der Graben 3,5 m tief, gegen die Innenfläche 2 m. Talseitig besteht ein vorgelegter Wall mit Graben, der den Halsgraben fortsetzt. Auf dem Rückland befinden sich vor dem Halsgraben weitere Wallreste und im weiteren Umkreis Ackerterrassen.